# Hapsifera equatorialis
Hapsifera equatorialis är en fjärilsart som beskrevs av László Anthony Gozmány. Hapsifera equatorialis ingår i släktet Hapsifera och familjen äkta malar. Inga underarter finns listade i Catalogue of Life.